# Savenay
Savenay ist eine französische Gemeinde mit 9465 Einwohnern (Stand 1. Januar 2022) im Département Loire-Atlantique in der Region Pays de la Loire. Sie gehört zum Arrondissement Saint-Nazaire und zum Kanton Blain.

## Geografie
Savenay liegt auf der Hügelkette Sillon de Bretagne. Seine Umgebung hingegen reicht bis in die Sümpfe an den Ufern der Loire.
Nachbargemeinden sind: Campbon, La Chapelle-Launay, Lavau-sur-Loire, Bouée, Malville und Bouvron.

## Geschichte
Die erste Erwähnung Savenays stammt aus dem Jahr 848 und befindet sich im Chartular von Redon; damals hieß der Ort Condita Savannacum. Im 13. Jahrhundert wird Savenay dem Lehen La Roche-Bernard zugeschlagen. 1435 verkauft der verschuldete Gilles de Rais den Ort an Guillemette, Witwe von Guillaume le Ferron, 1467 kauft ihn Jean de Laval, Baron de la Roche Bernard. Ab 1547 bis zur Revolution gehört Savenay zur Vizegrafschaft Donges. 1800 wird Savenay Unterpräfektur, verliert den Status aber 1868 an Saint-Nazaire.

## Verkehr
Der Bahnhof von Savenay liegt an der Bahnstrecke Tours–Saint-Nazaire, von der hier die Bahnstrecke Savenay–Landerneau in Richtung Brest (Finistère) abzweigt.

## Bevölkerungsentwicklung
- 1962: 4134
- 1968: 4317
- 1975: 5046
- 1982: 5679
- 1990: 5314
- 1999: 5883
- 2006: 6608
- 2017: 8679

## Sehenswürdigkeiten

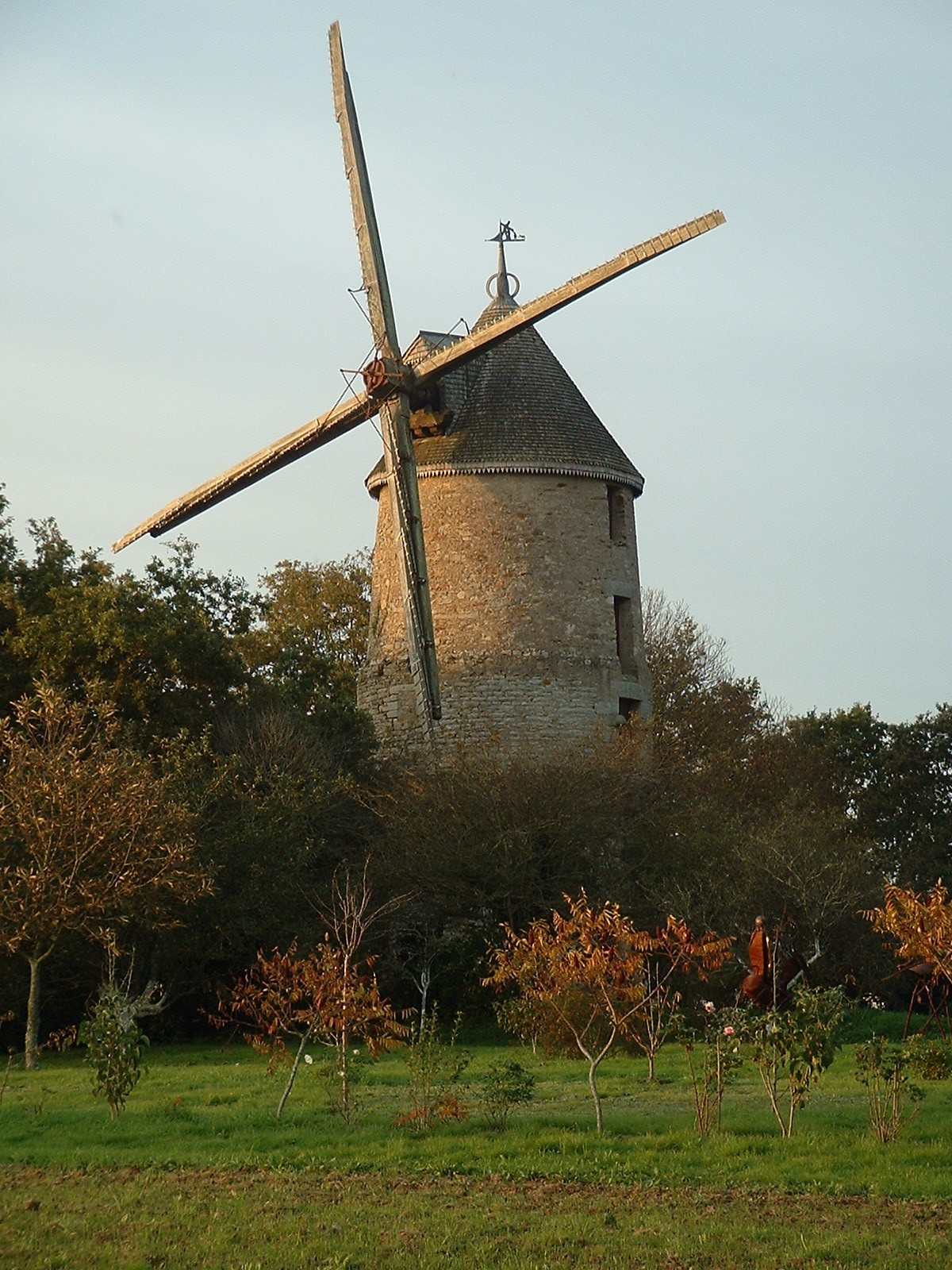
Mühle von La Pâquelais

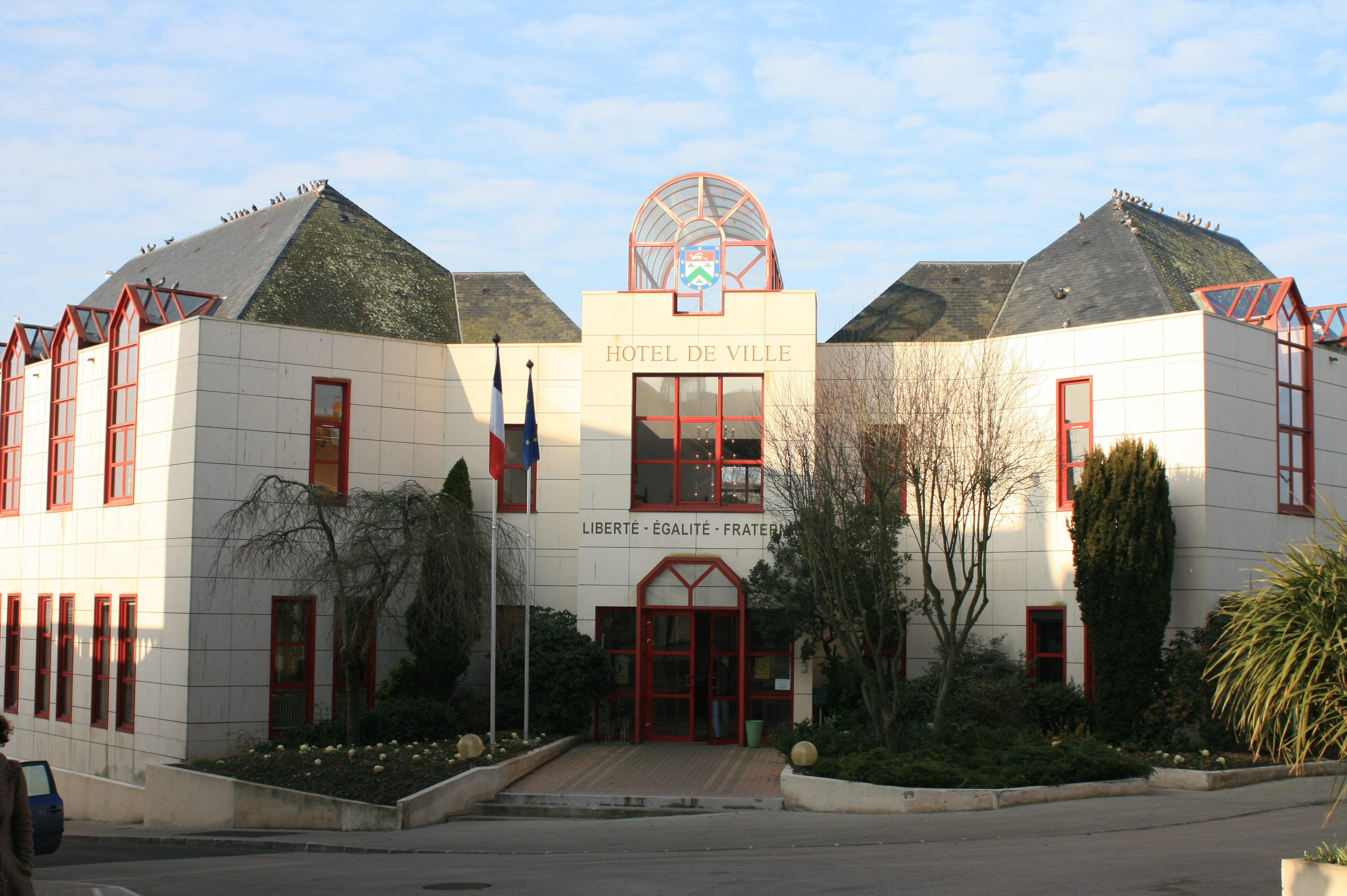
Rathaus (Hôtel de ville)

- Pfarrkirche Saint-Martin-de-Tours (19. Jahrhundert)
- Mühle von La Pâquelais (1545, Monument historique)